# PHS/GSM DUAL-PG920
PHS/GSM DUAL-PG920は、英華達が開発した、大衆電信のPHS方式及びGSM方式の携帯電話である。
PHSでの日本国ローミングとGSM900/1800でのローミングに対応している。

## 概要
i92の姉妹機。

## 歴史
- 2007年4月11日：発売
- 2007年5月1日：電気通信端末機器審査協会 (JATE)通過（A07-0181001）

## 仕様
- 形状：ストレート
- サイズ：幅47.1mm×高さ106.8mm×厚さ14.8mm
- 重量：約93g
- 連続通話時間：約420分
- 連続待受時間：約160時間
- 充電時間：約2.5時間
- ディスプレイ：TFT液晶
- カラー：26万色
- 着信音：64和音+MP3
- MP3プレーヤー：「.mp3」、「.wav」、「.mid」、「.amr」、「.imy」

## カラーバリエーション
- 灰柔雲
- 粉桜花
- 緑春草